# 小野明子
小野明子（おのあきこ、Akiko Ono）は、東京生まれのクラシック音楽のヴァイオリン奏者。1978年7月27日生まれ。

## 略歴
12歳から英国メニューイン音楽院に単身留学し、ユーディ・メニューインに師事。1993年、ユニセフ主催イタリア演奏旅行に招かれ、バチカンでローマ教皇ヨハネ・パウロ2世に謁見。1994年、イスラエル建国記念式典演奏会（エルサレム）に出演。1996年、ロンドンロイヤルアルバートホールで開催された「メニューイン80歳記念ガラコンサート」にムスティスラフ・ロストロポーヴィチ､アンネ＝ゾフィー・ムターらと出演。1998年11月、ユニセフガラコンサートでのメニューイン指揮エッセンフィルハーモニーとのメンデルスゾーンのヴァイオリン協奏曲でドイツ・デビュー。同年、世界人権デー発足50周年記念会議に招待され、ニューヨーク国連本部でバッハを演奏。文化庁芸術家在外研修員に選ばれ、ウィーン国立音楽大学を経て大学院に学ぶ。2004年秋から英国メニューイン音楽院講師に就任。
これまでにナターシャ・ボヤスキー、ドーラ・シュワルツベルク、ミヒャエル・フリッシェンシュラーガー、小林健次、小林武史、富川歓、足立佳代子に師事。現在使用しているヴァイオリンは1772年のJ. B. ガダニーニ。

## 受賞歴
- 1999年 - 第46回パガニーニ国際コンクール第3位
- 2000年 - ユーディ・メニューイン国際コンクールシニア部門第1位
- 2001年 - エリザベート王妃国際音楽コンクール第6位
- 2002年 - 第18回ヴィオッティ・ヴァルセージア国際コンクール第1位
- ウィーン国立音楽大学ソリストコンクール第1位
- 2002年 - シゲティ国際ヴァイオリンコンクール入賞
- 2003年 - 第6回フォーバルスカラシップ・ストラディヴァリウス・コンクール第1位

## ディスコグラフィー
- チゴイネルワイゼン（2008年[5]）